# Позднякова, Анна Григорьевна
А́нна Григо́рьевна Поздняко́ва (род. 30 октября 1937, Рай-Александровка, Сталинская область) — советский и российский учитель. «Отличник народного просвещения РСФСР». Заслуженный учитель Российской Федерации (1993). Почётный гражданин Московской области (2001).

## Биография
Анна Позднякова родилась 30 октября 1937 года в селе Рай-Александровке, Донецкая область.
Окончив семилетнюю школу, продолжила учёбу дальше, стала ходить в школу № 8 им. Орджоникидзе в Славянске. Через несколько лет сдала выпускные экзамены, получила аттестат зрелости и решила поступать в Харьковский медицинский институт (ныне Харьковский национальный медицинский университет), однако не смогла пройти по конкурсу. Анна решила обратиться к ректору, но он предложил ей поступить уже на следующий год. А. Г. Поздняковой пришлось вернуться в Славянск и поступил на физико-математический факультет Славянского педагогического института.
В 1960 году окончила Славянский педагогический институт по специальности «учитель математики». После получения диплома по распределению попала в Чистяково. Оставаться здесь Анне Григорьевне не было смысла, поэтому она вместе со своей дочерью переехала в Шахтёрск. Здесь она устроилась в местную школу учителем физики в восьмилетней школе № 5 в Шахтёрске, а на следующий год, когда освободилось место учителя математики, Анна стала преподавать здесь математику.
В 1962 году семья переехала в Макеевку. Здесь с 1963 по 1974 год Позднякова работала учителем математики в восьмилетней школе № 7 в Макеевке.
С 1975 по 1995 год была учителем математики в средней школе № 5 в Люберцах. С 1995 по 2000 годы Анна Григорьевна Позднякова являлась учителем математики в средней школе № 43 в Люберцах.
С 2001 года Анна Позднякова работала учителем математики в МОУ гимназии № 43 Люберец, также руководила секцией учителей математики городского округа. Свыше 30 лет она проработала учителем в школах Люберецкого района Московской области.
В 2007 году ушла на заслуженный отдых.
А. Г. Позднякова — автор уникальной методики формирования представлений о математике как части общечеловеческой культуры, её значимости для общественного прогресса.

## Семья и личная жизнь
Мать — Любовь Лукьяновна, работала учительницей начальных классов. Отец — Григорий Моисеевич, военный, служил в морском флоте. Бабушка по отцовской линии — Ирина. У Анны была младшая сестра Лида, которая после окончания института работала швеёй в одном из театров Донецка.
Муж — Георгий Акимович. Анна вышла за него замуж в апреле 1958 года. В 1959 году окончил институт, затем стал трудиться помощником главного инженера на шахте в Шахтёрске. Начальником той шахты был дядя Анны Иван Егорович Соколенко. В 1960 году у пары родилась дочь Лилия. В 1962 году Георгий Акимович поступил в аспирантуру Государственного Макеевского научно-исследовательского института по безопасности работ в горной промышленности. С 1963 года трудился в научно-исследовательском институте. Защитив диссертацию, он стал кандидатом горных наук. В 1970-е годы его перевели в Московскую область на работу в Институт горного дела имени А. А. Скочинского. В течение 30 лет он занимал должность заместителя председателя Центральной межведомственной комиссии по борьбе с пневмокониозом. Полный кавалер знака «Шахтёрская слава» как опытный работник угольной промышленности.
Воспитала двоих детей.

## Награды
Постановлением Губернатора Московской области от 4 октября 2001 № 309-ПГ Поздняковой Анне Григорьевне было присвоено звание «Почётного гражданина Московской области».
Награждена медалями «За трудовую доблесть», «Ветеран труда», «В память 850-летия Москвы», знаками «Отличник народного просвещения РСФСР» и «Учитель-методист». В 1993 году ей было присвоено звание заслуженного учителя Российской Федерации.